# Karlheinz Ospelt
Karlheinz Ospelt (* 11. September 1961 in Chur) ist ein liechtensteinischer Politiker (VU).

## Biografie
Ospelt besuchte die Volksschule und das Gymnasium in Vaduz. Im Anschluss studierte er von 1981 bis 1985 Betriebswirtschaftslehre an der Hochschule St. Gallen und dort sein Lizenziat (lic. oec. HSG). Von 1987 bis 1992 arbeitete er in einem Treuhandbüro, war dort Partner, Mitglied des Verwaltungsrates sowie der Geschäftsleitung. Im Jahr 1992 gründete Ospelt schliesslich sein eigenes Unternehmen und arbeitete bis 1995 als selbständiger Wirtschaftsprüfer. Des Weiteren fungierte er als Vorstandsmitglied der Wirtschaftsprüfervereinigung.
Von 1986 bis 1993 war Ospelt ordentlicher Richter der Verwaltungsbeschwerdeinstanz (VBI). Von Februar 1993 bis 2001 sass er für die Vaterländische Union (VU) als Abgeordneter im Landtag des Fürstentums Liechtenstein. In dieser Funktion war er unter anderem Mitglied der Finanzkommission sowie Präsident der Geschäftsprüfungskommission.
Im Januar 1995 kandidierte er für die Vaterländische Union bei der Bürgermeisterwahl in Vaduz und wurde als erster Kandidat dieser Partei auch in das Amt gewählt. Ospelt löste damit den bisherigen Bürgermeister Arthur Konrad ab, der das Amt seit 1980 innegehabt hatte. In den Jahren 1999 und 2003 erfolgte jeweils seine Wiederwahl. Bei der Bürgermeisterwahl 2007 trat er nicht mehr an. Neuer Bürgermeister wurde Ewald Ospelt von der Fortschrittlichen Bürgerpartei (FBP). Karlheinz Ospelt zog sich nun aus der aktiven Politik zurück.